# 總統
- 唐納·川普，美国总统
- 賴清德，中華民國總統
- 弗拉基米尔·泽连斯基，乌克兰总统

- 克劳迪娅·辛鲍姆，墨西哥总统
- 李在明，韓國總統
- 埃马纽埃尔·马克龙，法国总统

- 路易斯·伊纳西奥·卢拉·达席尔瓦，巴西总统
- 小斐迪南·馬可仕，菲律賓總統
- 弗拉基米尔·普京，俄罗斯总统

總統（英語：President），日本及朝鲜半岛稱為「大統領」（日语：／ Daitōryō ?；：／ Daetongnyeong ?），是共和制國家或者某些議會制國家的國家元首稱呼之一，根据不同国家的宪政结构，总统可以是拥有实权的元首、象征性的礼仪元首，或同时兼任政府首脑。
“总统先生”是一种用于称呼国家元首或主持政府机构的尊称，通常适用于男性总统。该称谓也是对某些非英语头衔的常用翻译，如法语中对法兰西共和国总统的称呼“Monsieur le Président”即常译为“总统先生”。在正式外交或礼仪场合，则常使用“总统阁下”，以表示更高的尊敬，类似于“陛下”或“殿下”等称谓。“总统女士”则为女性总统的对应尊称，英语中为“Madam President”，法语为“Madame la Présidente”，在中文中有时也称为“总统女士阁下”，以增强礼仪正式性。

## 历史

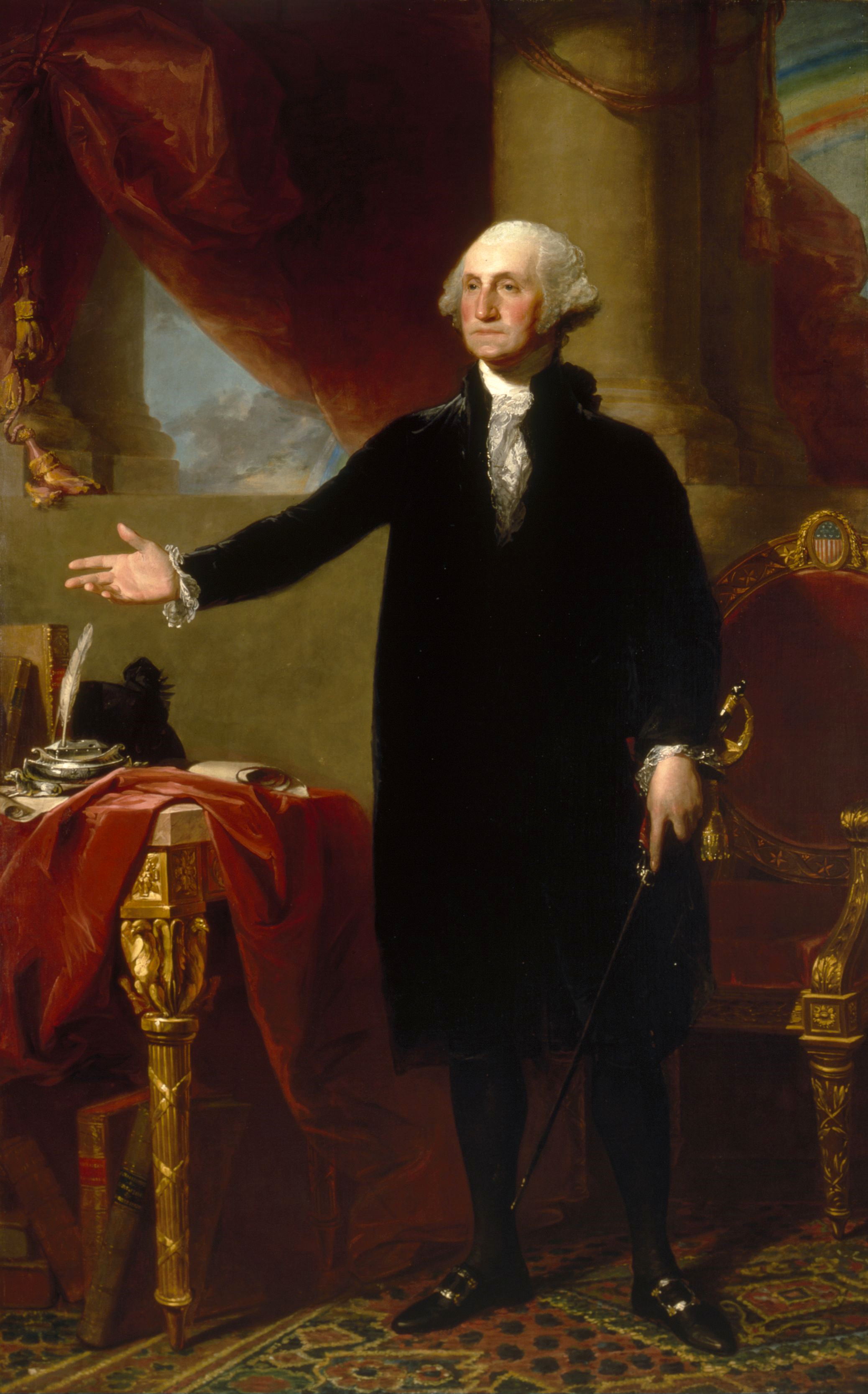
美國第1任總統 喬治·華盛頓
任期：1789年4月30日－1797年3月4日

總統的英語譯稱，在英文中是指領導者或領導人（由拉丁文 pre-“之前”+sedere“坐”而來），在羅馬帝國時期為副執政官或行省總督的職位，並非執政官。在法國大革命時政府稱為督政府或執政府。
但「President」不一定是政治領袖，而且經常與「Chairman」交替使用，某些機構或團體的負責人（主席、會長、理事長、委員長、議長等），公司的總裁和大學的校長也使用這稱謂。

### 中国
1912年中華民國總統成為第一位亚洲总统。民國初年及北洋政府時期，總統皆冠以「大」字以區別或彰顯之；如「中華民國大總統」、「臨時大總統」和「非常大總統」。
1931年制訂的《中華民國訓政時期約法》中，採用委員會制，僅設國民政府主席作為象徵元首。
1936年制訂的《五五憲草》中，始稱「總統」，不再冠以「大」字。1947年頒布之《中華民國憲法》亦明確將國家元首之職銜定為「總統」，自此沿用至今。
1949年，中華民國政府遷臺後，中国共产党官方拒絕稱呼中華民國國家元首為「總統」，改稱「臺灣地區領導人」，甚至嘲讽为「省長」。
中华人民共和国的《1982年宪法》恢复设立国家主席职务后，其官方英文译名由改为。自此，国际上遵循中国的外交文件，称中国国家主席为“President”，相当于西方国家的“总统”。不过到了美国总统特朗普执政期间，美中经济暨安全检讨委员会的2019年报告建议：美国不应该再称呼中国领导人习近平为，应该以中国共产党最高领导人的职衔（总书记）称呼他。2020年8月，美国有国会议员推动一项法案，要求美国政府在官方文件中，以“General Secretary of the CCP”（中共中央总书记），而非“President of China”来称呼中国最高领导人。美國國務院在2025年更新指引，要求在公開場合或新聞稿提及中華人民共和國最高領導人習近平时称其為“General Secretary of the CCP”（中共中央总书记），取代外交場合較常使用的中华人民共和国主席。

### 美国

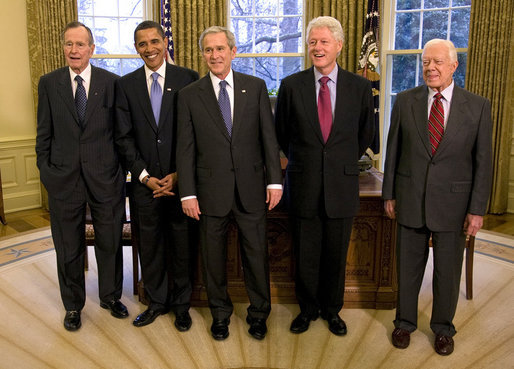
2009 年前入主白宫的五位美国总统

1787年美国宪法并未规定总统的称呼方式。然而，当乔治·华盛顿于1789年4月30日宣誓就任美国第一任总统时，就职典礼结束时却宣读了“美国总统乔治·华盛顿万岁”("Long live George Washington, President of the United States.")。就职典礼上除了行政官职名称外，没有正式使用任何其他头衔。然而，当时国会正在就总统头衔问题进行辩论，并于1789年4月23日理查德·亨利·李提出动议，使其成为正式的立法事项。李的动议要求国会考虑“除了宪法赋予的头衔之外，哪些头衔适合附加在美国总统和副总统的职位上” 。副总统约翰·亚当斯以美国参议院议长的身份组织了一个国会委员会。在那里，亚当斯极力主张以“殿下”(Highness)尊称总统（及“美国自由的守护者”(Protector of Their [the United States'] Liberties)之尊號）。亚当斯和李都是崇高总统头衔最直言不讳的支持者。
其他人則傾向於使用受選殿下(Electoral Highness)或較低的閣下(Excellency)稱謂。後者遭亞當斯強烈反對，認為大損總統之尊嚴。因為當時各州的行政長官中，有若干也被稱為“總統”（例如賓夕法尼亞州的總統）者，就經常被稱為閣下。亞當斯說，總統「會與殖民地總督或者日耳曼諸大君平級」，如果只敬稱為閣下的話。亞當斯和理查德·亨利·李都擔心具權勢的參議員會過度影響軟弱的行政長官，並將上尊號視為加強總統威勢的一種方式。經進一步考慮，亞當斯認為光殿下還不夠，建議將行政長官，包括總統和副總統（就是他自己），都尊為陛下（Majesty），以防因行政長官缺乏尊嚴帶來的「巨大危險」。亞當斯的一番苦心大受嘲笑。湯瑪斯·傑佛遜稱之為“我所聽聞最荒謬不過之事”，而班傑明·富蘭克林則認為“根本是發神經”。
华盛顿同意了美国众议院的要求，将称謂改为“总统先生”。尽管如此，后来“可敬的”（"The Honorable"）成为总统正式称谓中的标准，“阁下”（"His/Her Excellency"）成为了总统在国际上正式称呼时的称号。
美国采用“总统”作为其共和制国家元首后，许多其他国家也纷纷效仿。

### 其他国家

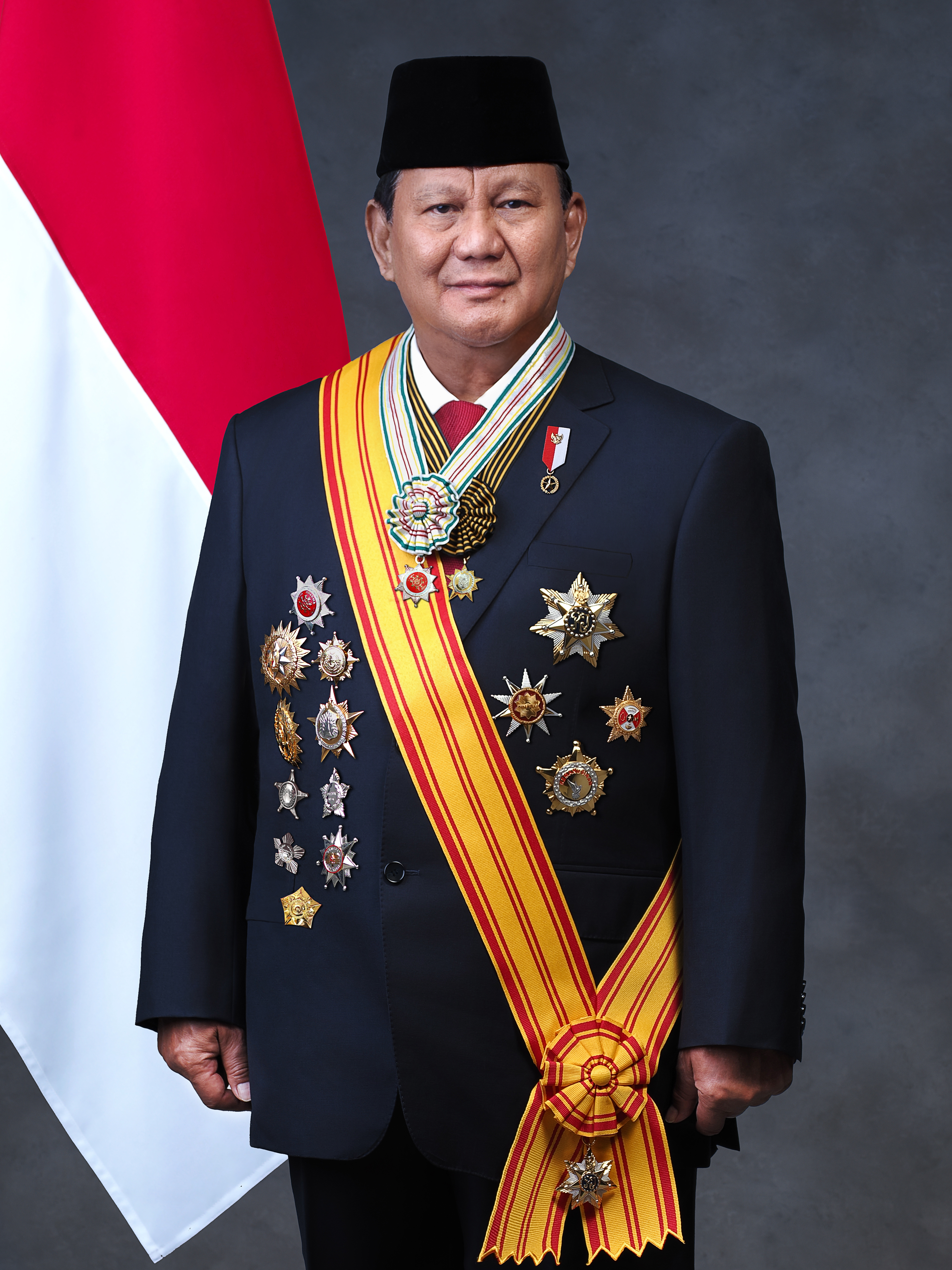
普拉博沃·苏比安托，印度尼西亚第八任总统，是世界上民选总统中得票最多的一位。

1807年，亨利·克里斯托夫就任海地总统，海地成为加勒比地区第一个总统制共和国。几乎所有在19世纪10年代至20年代初脱离西班牙独立的泛美国家都选择总统作为其行政首脑。第一位欧洲总统是1802年意大利共和国的总统，该共和国是法国大革命的附庸国，由拿破仑·波拿巴担任。第一位非洲总统是利比里亚总统（1848年）。

## 漢語舊稱
對於「President」一詞的中文，清朝末年曾取其發音['prɛzədənt]，譯為“伯理玺（xǐ）天德”、「普利玺天德」，又曾於1850年間譯為總統領。
舊稱統兵的首領為總統。1853年起，清军临时设江南大营包围太平天国五十万太平军，江南大营的清兵司令张国樑即职称为总统。

## 各國制度
- 在總統制國家，總統兼任政府首脑，直接領導行政機關，不設總理，由人民直接或間接選舉，最典型的案例為美國，其他如墨西哥、阿根廷、巴西、智利、印度尼西亞、菲律賓、土耳其以及拉丁美洲和非洲的不少國家，皆實行總統制。部分国家设总理，但實際上是總統制，如韓國、秘魯。
- 在议会制國家，总统作为国家元首通常只是虛位元首，真正行使行政職權的是總理（部分共和國或稱部長會議主席），總統由議會組成的選舉團選出，如德國、希臘、匈牙利、印度、以色列、意大利、拉脫維亞、巴基斯坦、孟加拉國。
- 在议会制國家，总统作为国家元首通常只是象徵性職位，但由直選產生，因此擁有部分外交权力，如保加利亞、捷克、斯洛伐克、芬蘭、冰島、新加坡。
- 在总統领導的议会制國家，总统兼任政府首脑，直接領導行政及立法機關，不設總理，總統由民選的議會選出，如波札那、圭亚那、基里巴斯、马绍尔群岛、瑙鲁、南非、苏里南。
- 在半总统制（又称雙首長制）國家，总统与总理职权的划分，依其國情的不同，实行「合法性二元化」措施，总理代表政府向國會负责，總統直接對人民負責。但总统的权力普遍较总理大，總統擁有国防及外交权力，且擁有解散国会的权力。最典型的例子是法國，其他如中華民國、奥地利、波蘭、葡萄牙、俄羅斯、烏克蘭、羅馬尼亞等也可视为半总统制。
- 在委员制国家，“瑞士聯邦主席”（也有翻译成總統）在法律上与总统制类似，是国家元首和政府首脑；但其实际权力及地位都不比其他委員高，如同议会制下的國家元首。现今实行这一制度的只有瑞士、波黑及聖馬利諾三国。
- 在社会主义国家，国家元首一般不称总统，因为一党执政的原因，其地位和权力比不上共产党的最高领导人（总书记、第一书记），部分國家元首甚至是虚位元首。中國、越南、老撾、古巴称其国家元首为国家主席，朝鮮称其国家元首为国务委员会委员长。曾经使用“总统”为国家元首名称的社会主义国家有古巴（1959-1976）、蘇聯（1990－1991）、捷克斯洛伐克（1948－1989）、東德（1949－1960）、羅馬尼亞社會主義共和國（1974－1989）、南斯拉夫社會主義聯邦共和國（1945－1990）和波蘭人民共和國（1947－1952、1989-－1990）。
- 在不同國家設定上，總統職位可任職一定年期，可連任或不可連任，或任職一定年期後不能再出任。

### 終身總統
終身總統，是指在共和制度下經憲法、法律、选举制度或國會決議保障其「終身執政」的總統、或與其相當之職位（國家元首、最高領導人）等。終身總統可被視為事實上的君主，其中一部分終身總統有指定繼承人的權利。終身總統的歷史可溯源自羅馬共和國獨裁者凱撒。傳統上獨裁官只有6個月任期，但凱撒在公元前45年自稱為永久獨裁官。後來在法國大革命後的混亂時期，拿破崙亦於1802年成為終身執政。1804年經修憲，拿破崙正式成為法蘭西皇帝。

### 历史上社会主义国家的总统列表
| 肖像 | 知名领袖                     | 职务名称                   | 职务开始       | 职务终结                          | 所属国家                   | 现今职务名称          | 现今所属国家    |
| ---- | ---------------------------- | -------------------------- | -------------- | --------------------------------- | -------------------------- | --------------------- | --------------- |
|      | 米哈伊尔·戈尔巴乔夫          | 苏联总统                   | 1990年3月15日  | 1991年12月25日                    | 苏联                       | 俄罗斯联邦总统        | 俄羅斯          |
|      | 尼古拉·齐奥塞斯库            | 罗马尼亚社会主义共和国总统 | 1974年3月28日  | 1989年12月22日                    | 罗马尼亚社会主义共和国     | 罗马尼亚总统          | 羅馬尼亞        |
|      | 穆罕默德·西亚德·巴雷         | 索马里总统                 | 1969年10月21日 | 1991年1月27日                     | 索马里民主共和国           | 索马里总统            |                 |
|      | 马蒂厄·克雷库                | 贝宁总统                   | 1975年11月30日 | 1980年9月29日（1990年3月1日恢复） | 贝宁人民共和国             | 贝宁总统              |                 |
|      | 米奇斯瓦夫·拉科夫斯基        | 波兰人民共和国总统         | 1989年7月19日  | 1989年12月31日                    | 波蘭人民共和國             | 波兰总统              | 波蘭            |
|      | 古斯塔夫·胡萨克              | 捷克斯洛伐克总统           | 1948年6月14日  | 1989年12月29日                    | 捷克斯洛伐克               | 捷克总统 斯洛伐克总统 | 捷克 · 斯洛伐克 |
|      | 威廉·皮克                    | 德意志民主共和国总统       | 1949年10月7日  | 1960年9月12日                     | 东德                       | 德国联邦总统          | 德国            |
|      | 奥斯瓦尔多·多尔蒂科斯·托拉多 | 古巴总统                   | 1959年7月18日  | 1976年12月2日                     | 古巴                       | 古巴共和国主席        | 古巴            |
|      | 约瑟普·布罗兹·铁托           | 南斯拉夫总统               | 1945年11月29日 | 1980年5月4日                      | 南斯拉夫社会主义联邦共和国 | 塞尔维亚总统 等       | 塞爾維亞 · 等   |

## 脚注